# 湊富士孝行
湊富士 孝行（みなとふじ たかゆき、1968年7月6日 - ）は、群馬県安中市出身で湊部屋に所属していた元大相撲力士。本名は三浦 孝行(みうら たかゆき)。現在は年寄・23代湊。身長186.0cm、体重172kg。趣味は映画鑑賞、血液型はA型。最高位は東前頭2枚目（1995年9月場所）。

## 来歴
中学時代は柔道部に所属し、市内の大会で優勝するなどした。相撲も興味があり、高崎市の東京農大二高の相撲部の練習に参加することもあった。同校の監督の助言もあり、中学卒業と同時に湊部屋に入門し1984年3月場所に初土俵を踏んだ。因みに湊富士が大相撲に進む意思を固めたきっかけは群馬県出身の幕内力士として1912年5月場所の白梅以来65年ぶりに新入幕した栃赤城の存在であり、後に自分より先に同じ群馬県出身の琴錦、琴稲妻、起利錦が関取昇進を果たしたことに対して「自分も続くぞ。」と励みになって稽古したという。
決して早くはなかったものの着実に番付を上げて行き、1992年1月場所に十両に昇進した。この時は5勝10敗とはね返されたが、7月場所で返り咲くと二子山部屋への出稽古を重ねて力をつけ、解説の北の富士からも「十両とはいえ同じ関取ですからね」と支持されるほどとなる。出稽古に際しては都内にウィークリーマンションまで借りるほどであった(やくみつるの一コマ漫画にも描かれた。)。特に二子山部屋へは泊り込みでの出稽古をしていたとも伝えられており、稽古を通じて貴乃花を尊敬するとともに貴乃花の稽古から学ぼうとしていたという。1993年5月場所には12勝3敗の好成績を挙げ十両優勝。この場所は千秋楽に勝てば13勝となり近年にない好成績となるはずであったが、敗れて12勝に留まった。十両8枚目の番付であったが、この優勝によって翌7月場所には新入幕を果たした。
右四つになると力を発揮した。柔軟な身体で、土俵際に攻め込まれても下手投げを打って逆転するといった粘りの相撲が持ち味で一部の好角家からは「マシュマロマン」の愛称で親しまれた。三役を狙える場所も有ったが、攻めが遅いところがあり昇進できなかった。地味な存在ではあったが、金星は合計3度も獲得しており、1998年1月場所と同5月場所に貴乃花から、1999年9月場所には武蔵丸からそれぞれ殊勲の星を挙げ、地力の高さを示した。2000年に医師の女性と結婚。2001年7月場所を最後に十両に陥落すると、全盛期のような粘りの相撲が取れなくなり十両下位に低迷した。2002年9月場所に幕下に陥落したため現役を引退し、所有していた立田川を襲名した。
湊部屋の部屋付き親方として後進の指導に当たっていたが、2010年7月に師匠である22代湊（元小結・豊山）と名跡を交換し、湊部屋を継承した。
2013年9月場所千秋楽には審判部の職務中に土俵下へ落ちた力士によって左足を踏まれる事故に遭った。精密検査の結果、踝の下の骨が折れていたと判明し、場所後の秋巡業の一部を欠勤した。これを報告した同じ記事によって自身の初土俵30周年を記念した巡業が2014年4月12日に前橋市にて行われることが告知され、実際に行われた。
2014年3月場所には実業団横綱の逸ノ城が十両昇進を決め、これにより自身初の子飼い関取が誕生した。逸ノ城は入門当初から貴乃花部屋への出稽古を行っている。これは、湊が現役時代に藤島部屋（後に二子山部屋への名称変更を経て、貴乃花部屋となった）への出稽古を頻繁に行っていた縁からであり、逸ノ城は師匠が行っていた出稽古の習慣を継承した形になっている。その後、逸ノ城は関脇まで昇進している。
2020年12月15日、日本相撲協会は湊が新型コロナウイルスに感染したことを公表した。14日に体調がすぐれなかった湊がPCR検査を受け、同日夜に陽性と診断された。湊は3日前から力士たちと接触をしていないが、念のため相撲協会として所属力士にはPCR検査が行われており、力士たちについては陰性の結果が出たという。川口市保健所の指示に従い、湊と濃厚接触者とされた家族について入院・検査などの対応が行われることとなり、17日に湊は川口市内の病院に入院した。「（検査日の14日から）入院まで3日かかった」と、芝田山広報部長はコロナウイルスの感染拡大のため病床が足りない状況を話している。
弟子の逸ノ城は「詳しいことは何も分からない」「無事でいてほしい」と同月19日に相撲教習所で行われた合同稽古の際にコメントした。
同月25日、芝田山広報部長は代表取材に応じ、24日に湊が退院したことを明かした。退院後もしばらくは外部の人と接触しないようにしていた。

## エピソード
蔵前国技館の土俵に上がり、引退後年寄名跡を襲名した力士としては最も出世が遅い。

## 主な戦績
- 生涯成績：601勝631敗39休 勝率.488
- 幕内成績：302勝371敗17休 勝率.449
- 現役在位：112場所
- 幕内在位：46場所
- 金星：3個（貴乃花2個、武蔵丸1個）
- 三賞：1回
  - 敢闘賞：1回（1995年11月場所）
- 各段優勝
  - 十両優勝：1回（1993年5月場所）

### 場所別成績
| | 一月場所 初場所（東京） | 三月場所 春場所（大阪） | 五月場所 夏場所（東京） | 七月場所 名古屋場所（愛知） | 九月場所 秋場所（東京） | 十一月場所 九州場所（福岡） |
| --- | ----------------------- | ----------------------- | ----------------------- | --------------------------- | ----------------------- | --------------------------- |
| 1984年 （昭和59年） | x                       | （前相撲）              | 東序ノ口43枚目 5–2      | 東序二段125枚目 2–5         | 東序ノ口14枚目 4–3      | 西序二段112枚目 4–3         |
| 1985年 （昭和60年） | 西序二段86枚目 5–2      | 東序二段48枚目 4–3      | 西序二段24枚目 5–2      | 東三段目87枚目 2–5          | 東序二段27枚目 3–4      | 西序二段39枚目 5–2          |
| 1986年 （昭和61年） | 西三段目100枚目 4–3     | 西三段目77枚目 4–3      | 東三段目54枚目 1–6      | 西序二段筆頭 5–2            | 西三段目64枚目 4–3      | 西三段目45枚目 休場 0–0–7   |
| 1987年 （昭和62年） | 西三段目95枚目 2–5      | 西序二段18枚目 6–1      | 東三段目59枚目 4–3      | 西三段目43枚目 4–3          | 東三段目25枚目 5–2      | 西幕下56枚目 2–5            |
| 1988年 （昭和63年） | 東三段目22枚目 6–1      | 東幕下47枚目 2–5        | 西三段目11枚目 3–4      | 西三段目27枚目 6–1          | 東幕下50枚目 4–3        | 西幕下40枚目 5–2            |
| 1989年 （平成元年） | 東幕下21枚目 3–4        | 東幕下28枚目 5–2        | 東幕下14枚目 5–2        | 西幕下7枚目 3–4             | 西幕下11枚目 4–3        | 西幕下4枚目 4–3             |
| 1990年 （平成2年） | 東幕下4枚目 2–2–3       | 西幕下17枚目 休場 0–0–7 | 西幕下17枚目 4–3        | 東幕下12枚目 4–3            | 東幕下7枚目 3–4         | 西幕下11枚目 3–4            |
| 1991年 （平成3年） | 東幕下17枚目 4–3        | 東幕下10枚目 5–2        | 西幕下3枚目 4–3         | 東幕下2枚目 3–4             | 東幕下7枚目 5–2         | 西幕下筆頭 4–3              |
| 1992年 （平成4年） | 西十両13枚目 5–10       | 西幕下3枚目 4–3         | 東幕下2枚目 6–1         | 東十両10枚目 8–7            | 東十両8枚目 6–9         | 東十両11枚目 8–7            |
| 1993年 （平成5年） | 西十両8枚目 6–9         | 西十両11枚目 9–6        | 東十両8枚目 優勝 12–3   | 東前頭15枚目 9–6            | 東前頭8枚目 5–10        | 東前頭15枚目 7–8            |
| 1994年 （平成6年） | 西十両2枚目 8–7         | 東十両2枚目 10–5        | 東前頭15枚目 9–6        | 東前頭9枚目 6–9             | 西前頭15枚目 8–7        | 東前頭10枚目 6–9            |
| 1995年 （平成7年） | 東前頭14枚目 8–7        | 東前頭11枚目 8–7        | 西前頭6枚目 6–9         | 東前頭10枚目 8–7            | 東前頭2枚目 5–10        | 西前頭5枚目 8–7 敢          |
| 1996年 （平成8年） | 西前頭3枚目 4–11        | 東前頭9枚目 9–6         | 西前頭2枚目 6–9         | 西前頭4枚目 5–10            | 東前頭7枚目 6–9         | 西前頭12枚目 9–6            |
| 1997年 （平成9年） | 西前頭9枚目 6–9         | 東前頭14枚目 8–7        | 東前頭12枚目 8–7        | 西前頭7枚目 7–8             | 東前頭9枚目 7–8         | 西前頭12枚目 9–6            |
| 1998年 （平成10年） | 東前頭6枚目 6–9 ★       | 東前頭9枚目 8–7         | 東前頭4枚目 4–11 ★      | 東前頭10枚目 9–6            | 西前頭2枚目 3–12        | 西前頭9枚目 8–7             |
| 1999年 （平成11年） | 東前頭4枚目 5–10        | 東前頭6枚目 6–9         | 東前頭9枚目 8–7         | 西前頭4枚目 7–8             | 西前頭5枚目 6–9 ★       | 東前頭7枚目 7–8             |
| 2000年 （平成12年） | 西前頭9枚目 8–7         | 東前頭4枚目 2–11–2      | 西前頭9枚目 休場 0–0–15 | 西前頭9枚目 7–8             | 西前頭11枚目 6–9        | 西前頭13枚目 8–7            |
| 2001年 （平成13年） | 西前頭11枚目 6–9        | 東前頭14枚目 6–9        | 東十両3枚目 10–5        | 東前頭15枚目 5–10           | 東十両6枚目 6–9         | 東十両10枚目 8–7            |
| 2002年 （平成14年） | 東十両8枚目 7–8         | 西十両8枚目 6–9         | 東十両11枚目 6–9        | 西十両13枚目 3–12           | 西幕下11枚目 引退 0–0–5 | x                           |
| 各欄の数字は、「勝ち-負け-休場」を示す。 優勝 引退 休場 十両 幕下 三賞：敢=敢闘賞、殊=殊勲賞、技=技能賞 その他：★=金星 番付階級：幕内 - 十両 - 幕下 - 三段目 - 序二段 - 序ノ口 幕内序列：横綱 - 大関 - 関脇 - 小結 - 前頭（「#数字」は各位内の序列） |                         |                         |                         |                             |                         |                             |

### 幕内対戦成績
| 力士名   | 勝数 | 負数 | 力士名   | 勝数 | 負数 | 力士名   | 勝数 | 負数 | 力士名   | 勝数 | 負数 |
| -------- | ---- | ---- | -------- | ---- | ---- | -------- | ---- | ---- | -------- | ---- | ---- |
| 蒼樹山   | 9    | 7    | 安芸乃島 | 5    | 9(1) | 安芸ノ州 | 2    | 2    | 曙       | 0    | 4    |
| 朝乃翔   | 9    | 3    | 朝乃若   | 10   | 9    | 旭豊     | 6    | 7    | 安美錦   | 1    | 1    |
| 皇司     | 3    | 3    | 大碇     | 1    | 2    | 大日ノ出 | 2    | 0    | 小城錦   | 6    | 6    |
| 小城ノ花 | 1    | 3    | 魁皇     | 1    | 5    | 海鵬     | 2    | 8    | 春日富士 | 3    | 4    |
| 巌雄     | 2    | 6    | 北勝鬨   | 6    | 6    | 北桜     | 0    | 1    | 旭鷲山   | 6(1) | 5    |
| 旭天鵬   | 5    | 1    | 旭道山   | 1    | 3    | 鬼雷砲   | 3    | 5    | 霧島     | 5    | 2    |
| 金開山   | 3    | 3    | 久島海   | 3    | 3    | 剣晃     | 1    | 4    | 五城楼   | 5    | 3    |
| 琴稲妻   | 4    | 10   | 琴ヶ梅   | 3    | 1    | 琴錦     | 4    | 7    | 琴ノ若   | 6    | 9    |
| 琴富士   | 2    | 1    | 琴別府   | 4    | 5    | 琴龍     | 7    | 8    | 小錦     | 6    | 5    |
| 敷島     | 9    | 5    | 十文字   | 2    | 1    | 戦闘竜   | 2    | 0    | 大至     | 5    | 6    |
| 大翔鳳   | 6    | 1    | 大翔山   | 2    | 0    | 大善     | 6    | 3    | 大飛翔   | 1    | 2    |
| 貴闘力   | 6    | 7    | 貴ノ浪   | 2    | 8    | 貴乃花   | 2    | 9    | 隆乃若   | 1    | 2    |
| 隆三杉   | 5    | 4    | 立洸     | 1    | 0    | 玉海力   | 1    | 0    | 玉春日   | 11   | 3    |
| 玉乃島   | 0    | 1    | 玉力道   | 0    | 1    | 千代大海 | 2    | 3    | 千代天山 | 1    | 4    |
| 出島     | 0    | 5    | 寺尾     | 8    | 8    | 出羽嵐   | 1    | 0    | 闘牙     | 1    | 5    |
| 時津海   | 3    | 8    | 時津洋   | 2    | 4    | 土佐ノ海 | 1    | 8    | 栃東     | 2    | 0    |
| 栃栄     | 0    | 3    | 栃乃洋   | 2    | 6    | 栃乃花   | 2    | 1    | 栃乃和歌 | 3    | 7    |
| 巴富士   | 1    | 0    | 智ノ花   | 2    | 1    | 豊ノ海   | 1    | 1    | 浪乃花   | 6    | 2    |
| 濱ノ嶋   | 11   | 7    | 追風海   | 0    | 1    | 肥後ノ海 | 8    | 9    | 日立龍   | 0    | 1    |
| 舞の海   | 5    | 4    | 三杉里   | 6    | 4    | 水戸泉   | 8    | 10   | 雅山     | 0    | 3    |
| 武蔵丸   | 1    | 8    | 武双山   | 1    | 10   | 大和     | 3    | 1    | 燁司     | 0    | 1    |
| 力櫻     | 3    | 3    | 若光翔   | 0    | 1    | 若翔洋   | 4    | 1    | 若孜     | 0    | 1    |
| 若の里   | 3    | 2    | 若ノ城   | 2    | 3    | 若乃花   | 3(1) | 6    | 和歌乃山 | 1    | 2    |

## 年寄変遷
- 立田川 孝行（たつたがわ）2002年9月-2010年7月
- 湊 孝行（みなと）2010年7月-